# Omar Tahya
 (mai 2020).
Omar Tahya, né le 19 août 1972 à Culemborg (Pays-Bas), est un joueur international néerlandais de futsal.

## Biographie
Omar Tahya naît à Culemborg aux Pays-Bas, dans une famille moluquoise. Inspiré d'une carrière de footballeur, il est inscrit par son père dans les clubs amateurs du CVV Vriendenschaar et de Fortitudo. Lorsqu'il a treize ans, il participe à des stages avec l'Ajax Amsterdam, le FC Utrecht et le PSV Eindhoven. Il finit par intégrer les rangs de l'Ajax, club dans lequel il évolue pendant onze ans. Il débute en tant que professionnel au Go Ahead Eagles lors de la saison 1996-1997, en D2 néerlandaise. Ayant eu peu de chance de prouver son talent sur le terrain, il signe au UVV Utrecht, un club amateur de la ville d'Utrecht. 
Omar Tahya délaisse rapidement le football pour se consacrer au futsal, et signe au FC Kawin Leerdam, club évoluant au plus haut niveau des Pays-Bas. Il joue ensuite au FC Formido Vianen et au Bunga Melati Tilburg. Grâce à ses performances, il reçoit en mai 2002 sa première sélection en équipe des Pays-Bas, à l'occasion d'un match contre la Belgique (victoire 3-1). Il compte au total dix sélections avec les Pays-Bas. Omar Tahya rejoint ensuite le Fortitudo et le TEC, avant de mettre un terme à sa carrière au CVV Vriendenschaar.